# 2016年国家安全理事会法令
2016年国家安全理事会法令（英語：National Security Council Act 2016）是马来西亚国会通过的国会法令。此法令加强了马来西亚政府应对国家安全威胁的能力，当中包括了暴力与极端主义的威胁。该法案由沙希淡卡欣于2015年12月1日提交到马来西亚下议院进行辩论，并于2015年12月3日（下议院）和2015年12月22日（上议院）获得马来西亚国会两院通过。
2016年2月18日，由于时任最高元首苏丹阿都哈林陛下没有签署该法案，该法案因而于2016年2月18日依据《马来西亚联邦宪法》第66条第4A款，在没有最高元首的签名下自动获得「御准」，于宪报颁布。此法案也是在马来西亚立法史上，第一个在没有获得最高元首的御准下而自动生效的法案。
该法案的立法过程极具争议，并受到马来西亚国内外许多人权组织的关注和反对。该法案在马来西亚下议院通过后准备提呈至马来西亚上议院之前，欧洲议会通过了一项决议要求马来西亚国会撤回该法案。

## 法案内容
《2016年国家安全理事会法令》由7个部分组成，其中包含44个条文。
- 第1部分：初步（Preliminary）
- 第2部分：国家安全理事会（National Security Council）
- 第3部分：国家安全理事会行动长和政府机关的职责（Duties of the Director General of National Security and Government Entities）
- 第4部分：宣布安全区的权利（Declaration of Security Area）
- 第5部分：部署安全部队到安全区的特别权力（Special Powers of the Director of Operations and Security Forces Deployed to the Security Area）
- 第6部分：普遍性（General）
- 第7部分：保留（Savings）

## 争议
- 在《2016年国家安全理事会法令》下，政府有权宣布被评估安全受威胁的地区为保安区，并颁布紧急状态与戒严令。
- 在《2016年国家安全理事会法令》下，一旦某个地区被宣告为安全区，许多对警方警察权的约束将暂时失效，当局毋需申请法院命令即可执行逮捕、搜查和扣押物品。
- 纽约人权观察表示，《2016年国家安全理事会法令》是一个镇压工具，应予立即废止。同时，马国政府应修改国内法律，将国际人权准则纳入反恐怖主义措施。
- 人权观察组织亚洲区副主任费尔・罗柏森（Phil Robertson）表示：「鉴于马来西亚政府近期骚扰、逮捕批评政府人士的连串纪录，这部新法可能导致的滥权情形著实令人不寒而栗。外界极度关切该法可能为严重侵犯人权大开后门，政府则可宣称其目的仅为保护公民免于恐怖主义威胁。」
- 在此前，宣告安全区的权力属于马来西亚统治者会议（Council of Rulers），而《2016年国家安全理事会法令》却将宣告安全区的权利授予首相及其所任命人员组成的国安理事会。该理事会成员包括副首相、国防部长、内政部长、通讯与多媒体部长和警察总长。
- 一旦依《2016年国家安全理事会法令》宣布安全区，安全部队有权限制迁徙自由，并得不经法庭命令，以收集违反「任何成文法令」的事证为由迳行搜索，或将「触犯任何成文法令」的犯罪嫌疑人迳行逮捕。
- 《2016年国家安全理事会法令》授权安全部队拒绝任何人（包括记者）进入安全区，或命令任何人离开安全区。
- 前首相马哈迪·莫哈末于2016年9月14日贴文批评纳吉架空最高元首陛下宣布紧急状态和安全区的权利，并表示：「纳吉的权利与最高元首陛下的权利相比，远远更大，再也没有必要寻求最高元首陛下的御准和建议了，作为国家安全理事会主席的纳吉就能自行向作为首相的本人提出建议。」